# 福建省人民代表大会
福建省人民代表大会，简称福建省人大，是中华人民共和国福建省的地方国家权力机关。其常设机构为福建省人民代表大会常务委员会。